# Isoetes labri-draconis
Isoetes labri-draconis là một loài dương xỉ trong họ Isoetaceae. Loài này được N.R. Crouch mô tả khoa học đầu tiên năm 2011.
Danh pháp khoa học của loài này chưa được làm sáng tỏ. 